# Hordanes Land
Albums de Enslaved
Yggdrasill
(1992) Vikingligr Veldi
(1994)
Hordanes Land est le premier EP du groupe de Black metal norvégien Enslaved. L'album est sorti en mai 1993 sous le label Candlelight Records.
L'EP a été ré-édité seulement quelques semaines plus tard. Il est ressorti en tant que split CD, qui contient également le premier EP du groupe de black metal symphonique norvégien Emperor, Emperor.
L'EP est remasterisé en 2018 via le label By Norse Music. Un titre bonus est ajouté nommé "Enslaved"

## Musiciens
- Grutle Kjellson – chant, basse
- Ivar Bjørnson – guitare, claviers
- Trym Torson – batterie

## Liste des titres
1. Slaget i skogen bortenfor/Prologr/Slaget – 13:10
2. Allfadr Odhinn – 7:50
3. Balför (or Balfar)/Andi fara/Epilog – 9:49

## Liste des morceaux de la ré-édition
1. I Am the Black Wizards - 06:25
2. Wrath of the Tyrant - 04:16
3. Night of the Graveless Souls - 03:15
4. Cosmic Keys to My Creations and Times -06:23
5. Slaget I Skogen Bortenfor/Prologr/Slaget - 13:10
6. Allfadr Odinn - 07:51
7. Balför/Andi Fara/Epilog - 09:50

## Liste des morceaux du remaster
1. Slaget I Skogen Bortenfor/Prologr/Slaget - 13:10
2. Allfadr Odinn - 07:51
3. Balför/Andi Fara/Epilog - 09:50
4. Enslaved (bonus track) - 06:08